# 松平直春
松平 直春（まつだいら なおはる）は、江戸時代後期の大名。越後国糸魚川藩の第6代藩主。官位は従五位下・日向守、出雲守。

## 生涯
文化7年（1810年）9月19日、第5代藩主・松平直益の次男として誕生。
文政9年（1826年）9月14日、父の隠居により跡を継ぐ。天保4年（1833年）、日光祭礼奉行に任じられた。安政4年（1857年）5月24日、4男・直廉に家督を譲って隠居したが、安政5年（1858年）に直廉が茂昭と名を改め本家の福井松平家を継いだため、明石松平家から直静を養子に迎えて糸魚川藩を継がせ、自身は幼少の直静に代わって藩政をとった。明治5年（1872年）に東京へ移っている。
明治11年（1878年）に死去した。享年69。

## 系譜
父母
- 松平直益（父）
- 幹 ー 松平直泰の娘（母）

正室
- 熊姫 ー 佐竹義知の娘

側室
- 田辺氏

子女
- 松平直廉[1]（四男）生母は田辺氏（側室）
- 松平釣 ー 松平直静正室
- 松平安屋 ー 松平直静継室、佐竹義理の養女
- 松平謐 ー 阿部正弘継室、松平慶永の養女
- 前田某正室後に田村某正室

養子
- 松平直静 ー 松平斉韶の七男